# Polythore spaeteri
Polythore spaeteri är en trollsländeart som beskrevs av Hermann Burmeister och Börzsöny 2003. Polythore spaeteri ingår i släktet Polythore och familjen Polythoridae. Inga underarter finns listade i Catalogue of Life.